# 万寿尚书庙
萬壽尚書廟是福建省福州市臺江區的一座廟宇，供奉水部尚書陳文龍。現址位於三通路2號，在上下杭景區之內。
萬壽尚書廟原位於塢尾街2號，本是陳文龍的官邸。洪武八年（1375年），陳文龍被冊封為福州的城隍，其官邸被改造為「陳忠肅公神祠」。永樂二年（1404年）被敕封為水部尚書，因此被稱為尚書廟。
根據清代齊鯤、費錫章所著的《續琉球國志畧》記載，在清朝時期，每當冊封船隊出使琉球時，都要將媽祖和拿公的神像奉安頭號封舟，陳尚書公的神像奉安二號封舟，以祈求海路平安。其中陳尚書公的神像就是從萬壽尚書廟請的。此外，馬祖的北竿水部尚書公府是由萬壽尚書廟分爐出去的。
清朝道光年間奉旨重修。後其址成為民宅，僅存廳堂:638。1988年被列為臺江區文物保護單位。1997年，臺江區政府將其收回並原貌修復重建為陳文龍紀念館，翌年對外開放:638。2005年塢尾街拆遷時，臺江區投資一千多萬元對其異地原樣移位重建，搬遷至今日上下杭的三通路2號，位於三捷河畔，正門前為異地重建後的三通橋:635。現建築面積為1378平方米，坐北朝南，分為前殿和後殿，面濶5間、進深5間，為風火山墻、硬山頂穿斗式的木構建築:638。前殿為正殿，供奉尚書公陳文龍及其下屬的水部十四司。後殿為天后宮，供奉天上聖母（媽祖）、順天聖母（臨水夫人）、協佑尊王（拿公）、文昌帝君、五方財神。尚書廟內保留有陳尚書牌匾一共9方，另有「朝宗利濟」、「效順報功」、「海澨昭靈」三方御賜匾額，分別為康熙、嘉慶、道光三朝琉球冊封使歸國時御筆親書賜予的。尚書廟內還收藏有歷次冊封琉球時的小型軟木雕像一共十五尊:635，嘉慶、道光年間多處牌刻、壁刻，以及李殿圖、林則徐、閩安協副將楊廷輝手書楹聯等珍貴文物:638。
2015年，萬壽尚書廟被列入福州市文物保護單位。